# 完了形
完了形（かんりょうけい、英: perfect）とは、述語で表現される事象が、叙述中で基準となる時点で完了していることを表現する文法的形式。英語の"have＋過去分詞"などが代表的である。 
本来的には事象を、それが完了した結果あるいは経験などとして表現するもの（完了相、英: perfect aspect）であるが、実際には2つの事象の時間的関係の表現（注目する事象が基準となる事象より前に終了または完成したことを示す）に使われることが多く、現在・過去・未来等の単純時制と組み合わせた複合時制（いわゆる完了時制）として扱われる。基準時点の時制に応じて現在完了形・過去完了形・未来完了形となる。過去完了は基準時点よりさらに過去の事象を表すので大過去形ということもあり（言語によっては別に前過去などの形式もある）、未来完了形は前未来形と呼ぶこともある。間接話法では主節が基準となり、従属節の時制はそれに従って（時制の一致）表示されるので、過去の時点でそれより過去に言及した内容も大過去形で表現される。
完了形と進行形は意味的に対立するように考えられるが、いずれも基本的には基準時点での状態を表現するものだから、必ずしも対立するわけではない（例：英語の完了進行形、日本語の「ている」）。
なお、事象を一回限りのものとして時間経過に関係なく表現する完結相（英語Perfective aspect）は、完了相と区別されるが、言語によっては明確に区別しないこともある。

## 英語
英語の完了形は"have＋過去分詞"で表され、時制に応じてhaveが変化する。英語の完了形では完了相としての機能が重視される。英語では、基準時点まで継続していた（その時点で停止したことを含意することもある）、という意味で完了進行形（have＋been＋現在分詞）もよく用いられる。また目標のない継続的な動作を表す動詞（例えばwalk、run、play、talkなど）の場合も、完了形がその時点まで継続したことを表すことがある。現在完了形は過去形とは厳密に区別され、現在とつながりのない事象は一般に現在完了形で表現されず、例えば yesterday「きのう」、～ ago「～前」、just now「さっき」などの現在と切りはなされた過去の時点を表す副詞句とはいっしょに使えない。またすでに死んでいる人を主語にすることも原則としてできない。このような過去形との明確な区別ができたのは16世紀以後のことで、それ以前は下のドイツ語・フランス語の場合と似て、意味的に単純過去形との区別が、必ずしも明確ではなく、過去の時点を表す副詞句とともに使われることもあった。

## ドイツ語・フランス語
ドイツ語やフランス語にも、英語と同じく"所有動詞由来の助動詞（haben/avoir）＋過去分詞"の形式による完了形がある。ただし「行く」「来る」などの移動を表す自動詞や、「死ぬ」などの状態変化を表す自動詞（あるいはフランス語の代名動詞）の完了形には所有動詞の代わりに、本来は存在を表す動詞であるコピュラ（sein/être）を用いる点が異なる（これは新たな状態を過去分詞で表現した言い方に由来し、日本語の「たり」「ている」と似た表現となっている）。また英語とちがって現在完了形が過去形と厳密には区別されず、現在と切りはなされた過去を指示する「きのう」「３日前」などの語句とともに使うことができる。特に口語では過去のことがらを表すのにも現在完了形が用いられることが多い。フランス語では本来の単純過去形は文学中くらいでしか用いられず、現在完了形を複合過去形と呼ぶ。

## スペイン語
スペイン語にもhaber+過去分詞の形式による完了形がある。英語と同じく、動詞の種類にかかわらずつねにこの形を用いる点がドイツ語・フランス語・イタリア語などとちがっている。haberも本来は所有を表す動詞であったが、現在では完了形を作る助動詞に特化しており、所有の意味はtenerという別の動詞で表す。ドイツ語・フランス語とはちがって単純過去形との使い分けがかなりはっきりしている点も英語に似ている。

## ラテン語
ラテン語では動詞の活用形として各時制に対する完了相（完結相）と未完了（継続・反復）相が区別され、完了相現在形は過去の意味にも用いられる。この完了現在と未完了過去の区別はフランス語・スペイン語などのロマンス諸語にも引き継がれ、単純過去（ラテン語の完了現在に由来）と未完了過去（日本語では半過去、線過去などと呼ばれる）は厳密に区別される。ロマンス語の完了形（助動詞＋過去分詞）はその後に発達したものである。
なお俗ラテン語では、所有動詞habereを動詞の不定形の後につけた表現が、完了ではなく未来を表すために発達し、これはのちに一体化してロマンス語における動詞の未来形になった。

## 古代ギリシア語
古代ギリシア語では過去形に完了形・アオリスト（完結相）・未完了形の3種類の区別がある。

## 日本語
日本語では、中古までの古語では完了と過去の区別があり、完了の助動詞としては「つ」「ぬ」「たり」「り」が用いられた（「てけり」「にき」などの過去完了形もある）。「つ」は主として能動的動詞に、「ぬ」は主として自発的動詞に使われた。これらは現代語の「てしまう」と同じように完了ではなく完結相を表すと解釈される用例も多い。「つ」の連用形由来とされるのが接続助詞「て」で、「たり」は「てあり」の縮約形である。「り」は「あり」の語尾が残って助動詞と解釈されたものであり、古くは完了よりも進行・継続の意味に多く用いられた。しかし中世以後は完了の「たり」に由来する「た」だけが用いられるようになり、完了と過去の区別はなくなった。次のような言い方は過去ではなく完了の「た」の用法である。
- 「到着したら連絡して下さい」（実際には未来のことである）

さらに「曲がったキュウリ」「青い目をした人形」のような連体形は、過去の変化ではなく現在の状態を表現するものである。
現代日本語（共通語）では完了形に当たる形式として「ている」がある。これは過去完了「ていた」や未来完了「ているだろう」（文法的には未来でなく推量）の表現にも使える。同じ形式でも、例えば「死んでいる」「出ている」は完了というよりも「死ぬ」「出る」という瞬間的変化の結果として生じた状態そのものを表現している（結果相）。さらに「ている」は継続・進行の表現にも使われるので紛らわしいことがあるが、西日本（だいたい兵庫県以西）の多くの方言では完了形が「とる」「ちょる」等、進行形が「おる」「よる」等として区別される（実際に完了を表している形態素は「て」である）。
現代の擬古的表現「選ばれし者よ」などは、文語体の過去と完了の区別を知らないために生じたもので、「過去に選ばれ、現在もその結果が継続している」という意味では「選ばれたる者よ」というのが正しい。

## 朝鮮語
朝鮮語では完了の意味で使われる場合、完了形と過去形を区別しない。これは朝鮮語の過去形「-었-」が完了の意味まで含んでいるためである。しかし、進行・継続の意味で使われる場合、「-은/ㄴ 채로 있다」が動詞の語根の後ろについて完了形の形態で使われる。

## 中国語
標準中国語（普通話）では完了を表す時態助詞（動詞の直後に付ける）として「了」が使われるが、中国語には文法範疇としての時制はなく、「了」は基本的には完了（または完結）相を表す。「死了」は「死んだ」の他、「死ぬ（未来）」あるいは「死にそうだ」の意味にもなる。これには目的語が特定されない場合は使えないなどの制限がある。語気助詞（文末に付ける）の「了」は、完了とも関係はあるが意味が異なり、変化した結果あるいは現在の状態を強調するなどの働きがある。